# Sabei (Etiopia)
I Sabei del regno di Saba sono una poco nota popolazione dell'Etiopia, forse legata a quella della Terra di Punt.

## Descrizione
Nella Bibbia si dice sia un popolo molto ricco e che la sua regina abbia fatto visita a Re Salomone ponendogli difficili enigmi per mettere alla prova la sua saggezza. 
Oltre al Libro dei Popoli e al Libro dei Re non ci sono altre fonti di questa misteriosa civiltà, forse altro nome della civiltà di Punt.
Si parla di questa civiltà nel libro etiope Kebra Nagast, che però fu scritto basandosi su racconti cristiani, copti, egizi ed ebrei e che quindi non prova l'esistenza certa del regno di Saba